# X Factor (seizoen 1)
Het eerste seizoen van het van oorsprong Britse televisietalentenjachtprogramma X Factor was in Nederland van 28 oktober 2006 tot 24 februari 2007 te zien op RTL 4. Het werd gepresenteerd door Wendy van Dijk en de jury bestond uit Henkjan Smits, Henk Temming en Marianne van Wijnkoop.
De inschrijving voor de audities opende in juni 2006. In totaal meldden zich 12.128 kandidaten aan. De finale werd live uitgezonden op 24 februari 2007 en werd gewonnen door Sharon Kips, met Henkjan Smits als coach. Kips won een platencontract, en bracht meteen na de finale de single Heartbreak away uit, die op 3 maart op nummer 1 binnenkwam in de Single Top 100 en een week later hetzelfde deed in de Top 40.